# تشين هان (ممثل)
تشين هان (بالصينية: 金漢) هو كاتب سيناريو ومخرج وممثل صيني، ولد في 30 نوفمبر 1937 في ويهاي في الصين.

## وصلات خارجية
- تشين هان على موقع IMDb (الإنجليزية)
- تشين هان على موقع قاعدة بيانات الفيلم (الإنجليزية)
- تشين هان على موقع كينوبويسك (الروسية)